# Bakht Khan
Bakht Khan, född 1797, död 1859, var en indisk befälhavare, känd för sitt deltagande i sepoyupproret mot britterna 1857. 
Han är känd som befälhavaren för de upproriska indiska trupperna i Delhi under upproret.